# 静脈内鎮静法
静脈内鎮静法（じょうみゃくないちんせいほう）とは点滴注射などから静脈麻酔剤、向精神薬、鎮痛剤等を注射して、治療の恐怖感や治療時の器具による吐き気等を防止する歯科治療の補助手段。
薬剤の効果で半分寝ている状態なので、処置の過程をほとんど記憶していないことが多い。
処置は外科処置が多いので、静脈麻酔剤　向精神薬　鎮痛剤に処置部位に対しての麻酔効果は無いので、局所麻酔の併用が必要。
鎮静処置後薬剤の効果が多少持続する。
薬剤の注射によって血圧や脈拍等の変動、意識が混濁している場合の誤嚥や気管等の気道吸引に注意する必要がある。
精神疾患でメジャーマイナーのトランキライザー使用者は薬剤の効果が弱く、注射薬剤量を考慮調整する必要がある。